# Paraglenea atropurpurea
Paraglenea atropurpurea är en skalbaggsart som beskrevs av J. Linsley Gressitt 1951. Paraglenea atropurpurea ingår i släktet Paraglenea och familjen långhorningar. Inga underarter finns listade i Catalogue of Life.